# 24927 Brianpalmer
24927 Brianpalmer este un asteroid din centura principală de asteroizi.

## Descriere
24927 Brianpalmer este un asteroid din centura principală de asteroizi. A fost descoperit pe 3 aprilie 1997 la Socorro, New Mexico, în cadrul proiectului LINEAR. Asteroidul prezintă o orbită caracterizată de o semiaxă mare de 2,39 ua, o excentricitate de 0,21 și o înclinație de 3,2° în raport cu ecliptica.